# Georg Nordensvan
Georg Gustaf Nordensvan, né le 3 décembre 1855 à Stockholm et mort le 8 avril 1932 dans la même ville, est un écrivain suédois et historien de l'art.

## Biographie
Georg Nordensvan est le deuxième fils de l'officier Otto Nordensvan (1811-1892) et de son épouse Louise Hildegard Roos. Après avoir obtenu son diplôme d'études secondaires, il étudie à l'Université d'Uppsala à partir de 1874, puis rejoint l'armée comme son frère Carl Otto Nordensvan et passe l'examen d'officier en 1876. Il  démissionne de l'armée la même année en raison de problèmes de santé. Il se consacre alors aux études artistiques à l'Académie royale des arts de Suède (1877-1882) et fait ses débuts en 1877 en tant qu'auteur de littérature. L'écriture devient sa principale occupation après avoir quitté l'académie des Beaux-Arts. En 1884, il épouse Anna Fransiska Ekenstierna. De 1883 à 1886, il fut secrétaire de rédaction du journal Ny Illustrerad Tidning et, de 1885 à 1902, éditeur du calendrier Nornan.
Dans ses romans, il rejoint l'impressionnisme des années 1880 et écrit comme critique d'art pour plusieurs journaux importants (le Dagens Nyheter, l'Aftonbladet et d'autres).